# Gerrit Boeijen
Gerrit Boeijen (* 17. Oktober 1917 in Oss; † 10. Januar 1983 in Den Haag) war ein niederländischer Radrennfahrer.

## Sportliche Laufbahn
Boeijen war im Bahnradsport und im Straßenradsport aktiv. Von 1937 bis 1953 war er Unabhängiger und Berufsfahrer. Seine bedeutendsten Erfolge hatte er auf der Bahn. 1949 wurde er Europameister im Zweier-Mannschaftsfahren mit Gerrit Schulte als Partner. Beide gewannen die Sechstagerennen von Gent 1947 und 1949, Antwerpen 1940 und 1949, Paris 1946 und Brüssel 1947. Dazu kamen mehrere Podiumsplätze bei verschiedenen Sechstagerennen. An renommierten internationalen Rennen im Zweier-Mannschaftsfahren gewann er den Prix du Salon 1938 mit Dirk Groenewegen sowie den Prix Raynaud 1946 mit Gerrit Schulte. Auf der Straße blieb er ohne Erfolge.